# 罗密欧陨石坑
罗密欧陨石坑（英語：Romeo）是位于月球背面赤道附近的一座小撞击坑，其名称取自意大利男性名，1979年被国际天文学联合会正式接受。

## 描述
该陨坑坐落在伊本·弗纳斯环形山东北坑底，是沿该环形山北侧边缘内外分布的一群已命名小月坑之一，它的北面分别是位于坑外的卡罗尔陨石坑、卡斯帕陨石坑和梅利莎陨石坑，西侧和西北则是位于伊本·弗纳斯环形山内的尤恩陨石坑和沙希纳兹陨石坑。
该群月坑的北面横亘了古老巨大的奥斯特瓦尔德环形山及相连的雷希特陨石坑、东南和西南分别坐落了莫罗佐夫陨石坑和金环形山。此外，在西南的金环形山坑内矗立着迪利普山、安德烈山、阿尔达希尔山、迪特山和加瑙山
。该陨坑中心月面坐标为8°07′N 121°47′E / 8.12°N 121.78°E，直径7.15公里，深约1.202公里。
罗密欧陨石坑部分坐落在较它大一倍的沙希纳兹陨石坑东侧边缘上，外观轮廓接近圆状，坑壁最大高出周边地形表面260米，内部容积约有14.62立方千米。

## 另请参阅
- Andersson, L. E.; Whitaker, E. A. . NASA RP-1097. 1982.
- Blue, Jennifer. . USGS. July 25, 2007  [2007-08-05]. （原始内容存档于2018-12-25）.
- Bussey, B.; Spudis, P. . New York: Cambridge University Press. 2004. ISBN 978-0-521-81528-4.
- Cocks, Elijah E.; Cocks, Josiah C. . Tudor Publishers. 1995. ISBN 978-0-936389-27-1.
- McDowell, Jonathan. . Jonathan's Space Report. July 15, 2007  [2007-10-24]. （原始内容存档于2018-12-25）.
- Menzel, D. H.; Minnaert, M.; Levin, B.; Dollfus, A.; Bell, B. . Space Science Reviews. 1971, 12 (2): 136–186. Bibcode:1971SSRv...12..136M. doi:10.1007/BF00171763.
- Moore, Patrick. . Sterling Publishing Co. 2001. ISBN 978-0-304-35469-6.
- Price, Fred W. . Cambridge University Press. 1988. ISBN 978-0-521-33500-3.
- Rükl, Antonín. . Kalmbach Books. 1990. ISBN 978-0-913135-17-4.
- Webb, Rev. T. W.  6th revised. Dover. 1962. ISBN 978-0-486-20917-3.
- Whitaker, Ewen A. . Cambridge University Press. 1999. ISBN 978-0-521-62248-6.
- Wlasuk, Peter T. . Springer. 2000. ISBN 978-1-85233-193-1.